# Kościół św. Mikołaja w Ryczywole
Kościół Świętego Mikołaja w Ryczywole – rzymskokatolicki kościół parafialny znajdujący się we wsi Ryczywół, w województwie wielkopolskim, przy ulicy Księdza Stepczyńskiego.

## Historia i architektura
Świątynia została wybudowana w latach 1923–1925 w stylu neobarokowym według projektu Stefana Cybichowskiego, wybudowany na miejscu starszego drewnianego. Posiada 39-metrową wieżę. Ze starej świątyni posiada obrazy: św. Mikołaja - malowany około 1646 roku, Matki Bożej z Dzieciątkiem datowany 1616 i św. Anny Samotrzeć z XVI wieku. Do starszego wyposażenia należą również srebrna i pozłacana monstrancja oraz kielich wykonany w 1653 roku.